# Język udmurcki
Język udmurcki (удмурт кыл), język wotiacki – język należący do permskiej grupy języków ugrofińskich. Jest on językiem ojczystym dla ok. 550 tys. mieszkańców Udmurcji w zachodniej części Przeduralu, czyli dla 77% ogólnej liczby Udmurtów (770 tys., 1989). Około 15 tys. ludzi mówi językiem udmurckim w Kazachstanie. W 1775 roku nakładem Akademii Nauk Imperium Rosyjskiego ukazał się w Petersburgu pierwszy opis gramatyki udmurckiej, pt. Сочиненія принадлежащія къ грамматикѣ вотскаго языка.
Rozróżnia się cztery grupy dialektów języka udmurckiego: dialekt północny, południowy, peryferyjny południowy oraz bessermiański (wessermiański). Język literacki opiera się na dialektach północnym i południowym. Język udmurcki spokrewniony jest z językiem komi.
Język udmurcki jest językiem aglutynacyjnym z elementami fleksyjnymi. Posiada 15 przypadków i nie zna kategorii rodzaju gramatycznego. Początki literatury w tym języku przypadają na XVIII wiek.
Język udmurcki jest, obok języka rosyjskiego, językiem urzędowym Udmurcji. Mimo to niewiele się ukazuje w tym języku gazet i czasopism, rzadkie są też programy udmurckie w radiu i telewizji. Brakuje również kompetentnych nauczycieli oraz materiałów dydaktycznych do nauczania tego języka w szkołach. Jedynie około jednej trzeciej wszystkich udmurckich uczniów uczy się swojego języka ojczystego w szkole.
W Iżewsku istnieje od 1932 roku katedra filologii udmurckiej na Państwowym Uniwersytecie Udmurckim.

## Alfabet
Alfabet udmurcki jest oparty na rosyjskim i składa się 38 liter. Oprócz 33 liter występujących w alfabecie rosyjskim zawiera pięć dodatkowych: ӝ, ӟ, ӥ, ӧ, ӵ. Litery ф, х, ц i щ występują wyłącznie w wyrazach zapożyczonych (głównie z języka rosyjskiego).
| А а | Б б | В в | Г г | Д д | Е е | Ё ё |
| Ж ж | Ӝ ӝ | З з | Ӟ ӟ | И и | Ӥ ӥ | Й й |
| К к | Л л | М м | Н н | О о | Ӧ ӧ | П п |
| Р р | С с | Т т | У у | Ф ф | Х х | Ц ц |
| Ч ч | Ӵ ӵ | Ш ш | Щ щ | Ъ ъ | Ы ы | Ь ь |
| Э э | Ю ю | Я я |     |     |     |     |

## Samogłoski
|         | przednie | środkowe | tylne |
| ------- | -------- | -------- | ----- |
| wysokie | i        | ɨ        | u     |
| średnie | e        | ə        | o     |
| niskie  |          | a        |       |

## Spółgłoski
|                    | wargowe | przedniojęzykowe | przedniojęzykowe | środkowo- językowe | tylno- językowe |
| zębowe             | wargowe | dziąsłowe        |                  | środkowo- językowe | tylno- językowe |
| ------------------ | ------- | ---------------- | ---------------- | ------------------ | --------------- |
| zwarte             | p b     | t d              |                  | tʲ dʲ              | k ɡ             |
| zwarto-szczelinowe |         | (ʦ)              | ʧ ʤ              | ʨ ʥ                |                 |
| szczelinowe        | (f) v   | s z              | ʃ ʒ              | ɕ ʑ                | (x)             |
| nosowe             | m       | n                |                  | ɲ                  |                 |
| drżące             |         | r                |                  |                    |                 |
| boczne             |         | l                |                  | ʎ                  |                 |
| półsamogłoski      |         |                  |                  | j                  |                 |

Spółgłoski [ʦ], [f] i [x] występują tylko w niedawnych zapożyczeniach z języka rosyjskiego.

## Język w kulturze
W języku tym powstała część tekstu piosenki Party For Everybody zespołu Buranowskije Babuszki, który reprezentował Rosję w Konkursie Piosenki Eurowizji w 2012.
Do tej pory zrealizowano trzy filmy w języku udmurckim: Соперницы („Rywale”, 1929), Тень Алангасара („Cień Ałangasara”, 1994) i Узы-Боры („Jagody”, 2011).